# Antonio Ignacio Velasco Garcia
Ignacio Antonio Velasco García, SDB (Acarigua , Venezuela, 17 de janeiro de 1929 - 6 de julho de 2003) foi cardeal e arcebispo de Caracas. Ele recebeu esse posto em 27 de maio de 1995 e o manteve até sua morte. Ele era conhecido por suas críticas ao presidente venezuelano Hugo Chávez. Durante a tentativa de golpe venezuelano de 2002, o cardeal Velasco foi o primeiro dos 400 signatários a assinar o Decreto de Carmona. Após a morte de Velasco, Chávez acendeu a polêmica declaração de que o cardeal estava "queimando no inferno".
Antonio Ignacio Velasco García ingressou na Ordem Salesiana de Dom Boscos em Los Teques em 1944 e fez a profissão em 1945. Estudou filosofia e teologia no Colégio Salesiano de Turim e Roma. Foi ordenado sacerdote em Roma em 17 de dezembro de 1955. Tornou-se reitor dos seminários salesianos de Valera (1964-67), Los Teques (1967-72) e Valência (1979-84). De 1972 a 1978 foi Superior Provincial dos Salesianos na Venezuela, após o que passou mais um ano em Roma em 1978/79. Ele foi o Delegado de 1984 para a Região Latino-Americana-Pacífico-Caribe no XXII Capítulo Geral de sua Ordem e depois até 1989 membro do Conselho Geral dos Salesianos de Dom Bosco.
Em 23 de outubro de 1989, o Papa João Paulo II o nomeou Bispo Titular de Utimmira e Vigário Apostólico de Puerto Ayacucho, Venezuela. O próprio Papa João Paulo II deu-lhe a consagração episcopal; Os co-consagradores foram o vice-chefe da Secretaria de Estado e depois o cardeal, Giovanni Battista Re, e o secretário da Congregação para as Igrejas Orientais, o arcebispo Miroslaw Marusyn. 
Em 1992 foi nomeado Vigário Apostólico de San Fernando de Apure na Venezuela. Em 27 de maio de 1995 foi nomeado Arcebispo de Caracas. Como tal, atuou em 1998 como fundador e primeiro reitor da Universidade de Santa Rosa de Lima em Caracas, que surgiu do seminário da arquidiocese, que existia desde 1696.
Em 21 de fevereiro de 2001, o Papa João Paulo II o admitiu no Colégio dos Cardeais como cardeal sacerdote com a diácona titular de Santa Maria Domingas Mazzarello. Ele desempenhou um papel de liderança no golpe contra o presidente venezuelano Hugo Chávez em abril de 2002.
O cardeal Velasco foi diagnosticado com câncer em 2002. Ele morreu de complicações de sua doença em 6 de julho de 2003 e foi enterrado na Catedral de Caracas.